# Исторический факультет Одесского университета
Исторический факультет Одесского государственного университета имени Илли Мечникова — ведет свою историю от основания историко-филологического факультета Новороссийского университета 1865 года, сам же факультет как исторический основан 1934 года в составе Одесского института народного образования. На факультете со времен Российской империи была сформирована крупная историческая школа по археологии так и по истории античности, средневековья. Кроме того на факультете преподаватели занимаются вопросами истории Англии раннего модерного века. Исторический факультет во времена Российской империи был основным местом изучения и преподавания на юго-западе империи, а в Советское стал единственным на Северном Причерноморье где история была представлена отдельным факультетом. 

## История
В 1986 году при основании Новороссийского имперского университета был основан историко-филологический факультет классического типа. С самого основания на факультете уделяли внимание истории античного и средневекового мира, а также археологии. В 1884 году на факультете собрался VI Археологическое собрания Российской империи. В 1895 году преподавателем истории Успенским Федором Ивановичем был основан Русский археологический институт в городе Стамбул, он просуществовал вплоть до Первой мировой войны. В период гражданской войны в России и оккупации Одессы войсками Антанты факультет пришел в забвение. А с приходом коммунистической власти фактически упразднен. В 1934 году власти Советского союза все-же решили снова создать исторический факультет. С 1934 года по 1991 год на факультете действовала школа по изучению новейшей истории Франции и археологическая школа Карышковского. С 1991 года число кафедр все время уменьшается. Сначала была ликвидирована кафедра всемирной истории нового и новейшего времии где работали крупные специалисты по историографии новейшей истории, затем и отдельная кафедра археологии не смотря на древнии традиции на факультете.

## Деканы
- Добролюбский. Константин Павлович (1937—1938); (1940—1953);
- Першына, Зинаида Валентиновна (1966—1984);
- Ващенко, Виктор Петрович (1984—1994);
- Станко, Владимир Никифорович (1994—2003);
- Кушнир, Вячеслав Григорьевич с 2003

### Кафедра древней и средневековой истории
Основана 1934 года. В 1947 году присоединена к кафедре новой и новейшей истории и вместе называлась кафедра всемирной истории. Востоновлена только в 1963 году стараниями доктора исторических наук Петра Карышковского.
Заведующие кафедрой. Н.Н.Розенталь (1936—1937); К.П.Добролюбский (1937—1938); М.Ф.Болтенко (1946—1947); П.И.Карышковский (1963—1988);
На кафедре работали специалисты со всемирной истории, что внесли огромный вклад в изучения античного и средневекового мира, среди них:

#### специалисты
Николай Николаевич Розенталь:
Карышковский, Петр Иосифович: «Монетное дело и денежное обращение Ольвии (VI в. до н. э. — IV в. н. э.)»
Головко, Иван Данилович: Римско-Парфянские политические взаимоотношения в I в. до н. э
Радзиховская, Елена Александровна Арагоно-Каталонское королевство и Франция во второй половине XIII и в начале  XIV века

### Кафедра новой и новейшей истории
Основана 1934 г. В период с 1947 по 1963 год, действовала под именем всемирной истории. В 1996 году ликвидирована. За время существования преподаватели не только занимались преподавательской работой но и работали по теме историографии
Заведующие кафедрой: Анна Ивановна Глядковская (1944—1945); Константин Павлович Добролюбский (1944—1953); Константин дмитрович Петряев (1953—1972); Дмитрий Павлович Урсу (1977—1986); Семен Иосифович Аппатов (1986—1996)

#### специалисты
Урсу Дмитрий Павлович «Социальная политика Англии 1914—1918 гг.», «Современная историография стран Тропической Африки»
Аппатов Семен Иосифович  «Американская историография о политике США в Германии и германской проблеме после II-й мировой войны, Общие проблемы европейской политики США после второй мировой войны
Завьялова Ирина Владимировна «Политика Англии XV—XVI веков
Демин Олег Борисович Англо-нидерландские отношения XVI—XVII веков
Немченко,Ирина Викторовна Политическая мысль Англии позднего средневековья и раннего нового времени
Кафедра истории Советского союза
Действовала до 1991 года, в том году ликвидирована.
Заведующие: Ковбасюк (1954—1957); Мелихов (1957—1965); Сенченко (1965—1967); Раковский (1967—1988); Самойлов (1988—1990)
кафедра истории Украины
До 1991 года называлась кафедра истории Украины, историографии и источниковедения В период с 1947 по 1957 год кафедра была в составе кафедры истории Советского союза.
Заведующие: Ващенко (1972—1980); Першына (1980—1990); Ващенко (1990—1999); Хмарский (1999—2015); Бачинская (с 2015)
кафедра археологии
Основана 1993 году
Станко (1993—1999) Смытнына (1999—2006); Смынтына (с 2015)

## Выпускники исторического факультета
Категория:Выпускники факультета истории Одесского университета

## Преподаватели исторического факультета
Категория:Преподаватели факультета истории Одесского университета